# La Bastide-l’Évêque
La Bastide-l’Évêque korábbi község Franciaországban, Aveyron megyében. Lakosainak száma 804 fő (2018. január 1.). La Bastide-l’Évêque Brandonnet, La Capelle-Bleys, Compolibat, Maleville, Morlhon-le-Haut, Rieupeyroux, Saint-Salvadou, Vabre-Tizac és Villefranche-de-Rouergue községekkel határos.
2016. január 1-jén Saint-Salvadou és Vabre-Tizac korábbi községgel egyesült és az így létrejött Le Bas Ségala új község része lett.

## Népesség
A település népessége az elmúlt években az alábbi módon változott:
| Lakosok száma | 1223 | 1132 | 982  | 921  | 834  | 817  | 820  | 808  | 805  | 804  |
|               | 1962 | 1968 | 1982 | 1990 | 2006 | 2008 | 2013 | 2015 | 2017 | 2018 |